# Fumarato reductasa (quinol)
La fumarato reductasa (quinol) (EC 1.3.5.4), es una enzima que cataliza la siguiente reacción química:
Por lo tanto los dos sustratos de esta enzima son succinato y una menaquinona; mientras que sus dos productos son fumarato y menaquinol.

## Clasificación
Esta enzima pertenece a la familia de las oxidorreductasas, más específicamente a aquellas oxidorreductasas que actúan sobre un grupo CH-CH como dador de electrones utilizando una quinona o compuesto similar como aceptor.

## Nomenclatura
El nombre sistemático de esta clase de enzimas es succinato:quinona oxidorreductasa. Otros nombres por los que se la conoce son: FRD, menaquinol-fumarato oxidorreductasa, succinato deshidrogenasa (menaquinona), succinato:menaquinona oxidorreductasa, fumarato reductasa (menaquinona), complejo II (ambiguo).

## Papel biológico
Esta enzima, que se encuentra en organismos anaeróbicos y facultativos tales como bacterias, helmintos parasíticos, y organismos marinos inferiores, utiliza quinoles de bajo potencial, tales como el menaquinol y rodoquinol, para reducir el fumarato como paso final en la cadena respiratoria anaeróbica. Esta enzima también es conocida como complejo II de la cadena de transporte de electrones, en forma similar a la EC 1.3.5.1 (succinato deshidrogenasa (quinona)), con la cual se encuentra estrechamente relacionada.